# Crusader Kings
Crusader Kings là một trò chơi máy tính thuộc thể loại đại chiến lược thời gian thực lấy bối cảnh thời kỳ Trung Cổ do hãng Paradox Interactive đồng phát triển và phát hành vào năm 2004.

## Cách chơi
Người chơi sẽ trong vai trò lãnh đạo một đế chế tồn tại trong khoảng thời gian từ năm 1066 đến 1453 sau công nguyên. Nhiệm vụ quan trọng của người chơi là cố gắng hết mức để phát triển, mở rộng vùng đất cai trị, bành chướng thế lực, chiếm dụng tài nguyên, xây dựng quân đội và thành lũy. Chiến đấu, xâm chiếm, chinh phục cũng như áp đặt hệ thống luật pháp, thuế quan của riêng mình với hàng trăm các quốc gia khác trên khắp Châu Âu, tạo nên một đế chế hùng cường.
Thay vì dùng các tướng lĩnh, người chơi nắm toàn quyền kiểm soát một quốc gia. Bởi vì không chỉ bao gồm những nhân vậti thay vì chỉ huy các vùng đất và quân đội, người chơi đã phải dành nhiều thời gian của mình để quản lý các nhân tố chính của một vương quốc và đảm bảo để giữ cho đất nước luôn ở trạng thái tốt nhất. Crusader Kings không tập trung vào thời gian chơi lâu hơn, đơn vị mới, những khả năng mới đặc biệt các kịch bản mới, thay vào đó game chỉ tập trung vào những điểm nổi bật. Trước đây, nhân vật phát triển và phải đối mặt với các nhiệm vụ của riêng mình và chiến thắng. Trong Crusader Kings, nhân vật hiện nay tương tác với nhau, phát triển sự ganh đua và tình bạn, và thậm chí xem xét lại mối quan hệ của họ với nhần dân của họ. Với cách chơi của người chơi sẽ để lại một mối quan hệ tốt hoặc xấu có hiệu quả lâu dài đối với các nước láng giềng. 

## Bản mở rộng Deus Vult
Ngày 31 tháng 7 năm 2007, Paradox chính thức công bố phiên bản mở rộng Crusader Kings: Deus Vult và dự kiến game sẽ được phát hành vào ngày 4 tháng 10 cùng năm thông qua giao bán trực tuyến.
Trong phiên bản mở rộng lần này sẽ được hỗ trợ, nâng cao nên rất nhiều những tính năng cũng như khả năng điều khiển thuận tiện nhanh gọn. Rất nhiều các mối quan hệ sẽ được thiết lập giữa các quốc gia từ mối quan hệ bạn bè, láng giềng đến mối quan hệ khắng khít đồng minh và cả sự thống trị các nước chư hầu do xâm lược mà có. Game cũng được thiết kế có tính logic và thực hơn, mô phỏng khá kỹ càng quá trình phát triển của các nhân vật trong game. Hệ thống quản lý trong game cũng được nâng cấp cao hơn và có những thông báo rõ ràng, cụ thể và khá chi tiết. Mỗi khi có khu vực nào phát triển không bình thường đều có những dấu hiệu cảnh báo ngay lập tức cho người chơi. Bên cạnh đó, game còn được bổ sung thêm khá nhiều các sự kiện quan trọng xảy ra trong giai đoạn phát triển loạn lạc của cả châu Âu, mang đến một cái nhìn khái quát, khá toàn diện về diễn biến lịch sử giai đoạn này.

## Bản tiếp theo
Crusader Kings II được công bố vào ngày 19 tháng 8 năm 2010, dự kiến game sẽ ra mắt vào đầu năm 2012. Trong phiên bản tiếp theo này sẽ có nhiều cải tiến mới trong hệ thống nâng cấp và quản lý mọi khía cạnh chi tiết của quốc gia mà người chơi chọn lưa.